# Рикардо Хуртадо
Рикардо Хавијер Хуртадо (енгл. Ricardo Javier Hurtado; Мајами, 22. август 1999) амерички је глумац. Најпознатији је по улози Фредија у ТВ серији Школа рока.

## Биографија
Рикардо Хавијер Хуртадо је рођен 22. августа 1999. године у Мајамију од оца Рикарда Хуртада и мајке Офелијe Рамирез, који су пореклом из Никарагве. Са годину дана се са родитељима преселио у Атланту.
Почео је да се бави глумом 2016. када се појавио у Никелодионовој ТВ серији Школа рока у улози Фредија.

## Филмографија
| Улоге Рикарда Хуртада |                        |                                          |                                       |                                 |
| Година                | Српски назив           | Изворни назив                            | Улога                                 | Напомена                        |
| 2016—2018.            | Школа рока (ТВ серија) | School of Rock                           | Фреди                                 | Главна улога                    |
| 2016.                 |                        | Ultimate Halloween Haunted House         | Party City Accomplice                 | Телевизијски специјал           |
| 2017.                 |                        | Nickelodeon's Not So Valentine's Special | Boy with Poison Ivy / Rapping Caramel | Телевизијски специјал           |
| 2017.                 | Ники, Рики, Дики и Дон | Nicky, Ricky, Dicky, and Dawn            | Џои Монтагели                         | Епизода: „Not-So-Sweet Charity” |
| 2017.                 | Тандерменови           | The Thundermans                          | позадински лик                        | 2 епизоде                       |
| 2018.                 |                        | The Mick                                 | Нико Пукинели                         | Епизода: „The Graduate”         |
| 2018.                 |                        | Prince of Peoria                         | Рафаел                                | Епизода: „The Bro-Posal”        |
| 2019.                 |                        | Malibu Rescue - The Movie                | Тајлер                                | Главна улога                    |
| 2019.                 |                        | Malibu Rescue                            | Тајлер                                | Главна улога                    |
| 2019.                 | Летњи камп             | Bunk'd                                   | Остин Џастин                          | Епизода: „Water Under The Dock” |